# Комические фазы смешных лиц
«Комические фазы смешных лиц» (англ. Humorous Phases of Funny Faces) — немой мультипликационный фильм Джеймса Стюарта Блэктона. Выпущен 6 апреля 1906 года. Многими историками мультипликации считается первым мультфильмом.
При создании фильма использовалась как покадровая анимация, так и обычная съёмка. В фильме карикатурист (Джеймс Стюарт Блэктон) рисует мелом на доске изображение, а затем изменяет их. В некоторых эпизодах использована силуэтная анимация, стилизованная под рисунки мелом. Эпизод с лицами, смотрящими друг на друга, создан с помощью обратного движения плёнки.
Оригинальная частота съёмки — 20 кадров в секунду